# Volley Club Kanti 2018-2019
Questa voce raccoglie le informazioni riguardanti il Volley Club Kanti nella stagione 2018-2019.

## Organigramma societario
Area direttiva
- Presidente: Sandro Poles

Area organizzativa
- Team manager: Heinz Looser

Area tecnica
- Allenatore: Nicki Neubauer
- Secondo allenatore: Ludwig Horvath
- Scoutman: Matthias Lerch
- Preparatore atletico:

Area sanitaria
- Medico: ZeniT Schaffhausen
- Fisioterapista: Claude Bührer
- Massaggiatrice: Jeanette Schuler

## Rosa
| N° | Nome               | Ruolo | Data di nascita  | Nazionalità sportiva |
| -- | ------------------ | ----- | ---------------- | -------------------- |
| 2  | Korina Perkovac    | S     | 7 luglio 1999    | Svizzera             |
| 3  | Chantale Riddle    | O     | 23 luglio 1991   | Stati Uniti          |
| 4  | Anna Mebus         | P     | 5 novembre 1999  | Paesi Bassi          |
| 7  | Daphne Zwanenburg  | S     | 2 gennaio 2002   | Svizzera             |
| 8  | Angela Lowak       | S     | 2 gennaio 1994   | Stati Uniti          |
| 10 | Vivian Guyer       | P     | 8 agosto 1998    | Svizzera             |
| 11 | Kateřina Holásková | C     | 9 marzo 1991     | Rep. Ceca            |
| 12 | Johanna Edberg     | L     | 19 dicembre 1987 | Svezia               |
| 13 | Marija Smiljkovic  | C     | 13 gennaio 1999  | Svizzera             |
| 15 | Jessica Wagner     | C     | 24 marzo 1991    | Stati Uniti          |
| 16 | Sara Pavlovic      | L     | 29 aprile 2000   | Svizzera             |
| 18 | Karla Klarić       | S     | 5 settembre 1994 | Croazia              |

## Statistiche

### Statistiche dei giocatori
| Giocatrice    | Challenge Cup | Challenge Cup | Challenge Cup | Challenge Cup | Challenge Cup |
| Giocatrice    | P             | PT            | AV            | MV            | BV            |
| ------------- | ------------- | ------------- | ------------- | ------------- | ------------- |
| J. Edberg     | 5             | 0             | 0             | 0             | 0             |
| V. Guyer      | 5             | 17            | 2             | 3             | 12            |
| K. Holásková  | 5             | 55            | 28            | 19            | 8             |
| K. Klarić     | 5             | 48            | 36            | 8             | 4             |
| A. Lowak      | 5             | 27            | 21            | 5             | 1             |
| A. Mebus      | 4             | 2             | 0             | 2             | 0             |
| S. Pavlovic   | 1             | 0             | 0             | 0             | 0             |
| K. Perkovac   | 5             | 43            | 30            | 7             | 6             |
| C. Riddle     | 4             | 65            | 51            | 9             | 5             |
| M. Smiljkovic | 5             | 0             | 0             | 0             | 0             |
| J. Wagner     | 5             | 40            | 26            | 9             | 5             |
| D. Zwanenburg | 0             | 0             | 0             | 0             | 0             |

P = presenze; PT = punti totali; AV = attacchi vincenti; MV = muri vincenti; BV = battute vincenti

NB: Non sono disponibili i dati relativi alla Lega Nazionale A, alla Coppa di Svizzera e alla Supercoppa svizzera e di conseguenza quelli totali